# Penelope
Penelope es un género de aves galliformes de la familia Cracidae propias de América del Sur, conocidas vulgarmente como pavas o jacús.

## Especies
Se conocen 15 especies del género Penelope
- Penelope argyrotis
- Penelope barbata
- Penelope ortoni
- Penelope montagnii
- Penelope marail
- Penelope superciliaris
- Penelope dabbenei
- Penelope purpurascens
- Penelope perspicax
- Penelope albipennis
- Penelope jacquacu
- Penelope obscura
- Penelope pileata
- Penelope ochrogaster
- Penelope jacucaca